# Sländtrissa

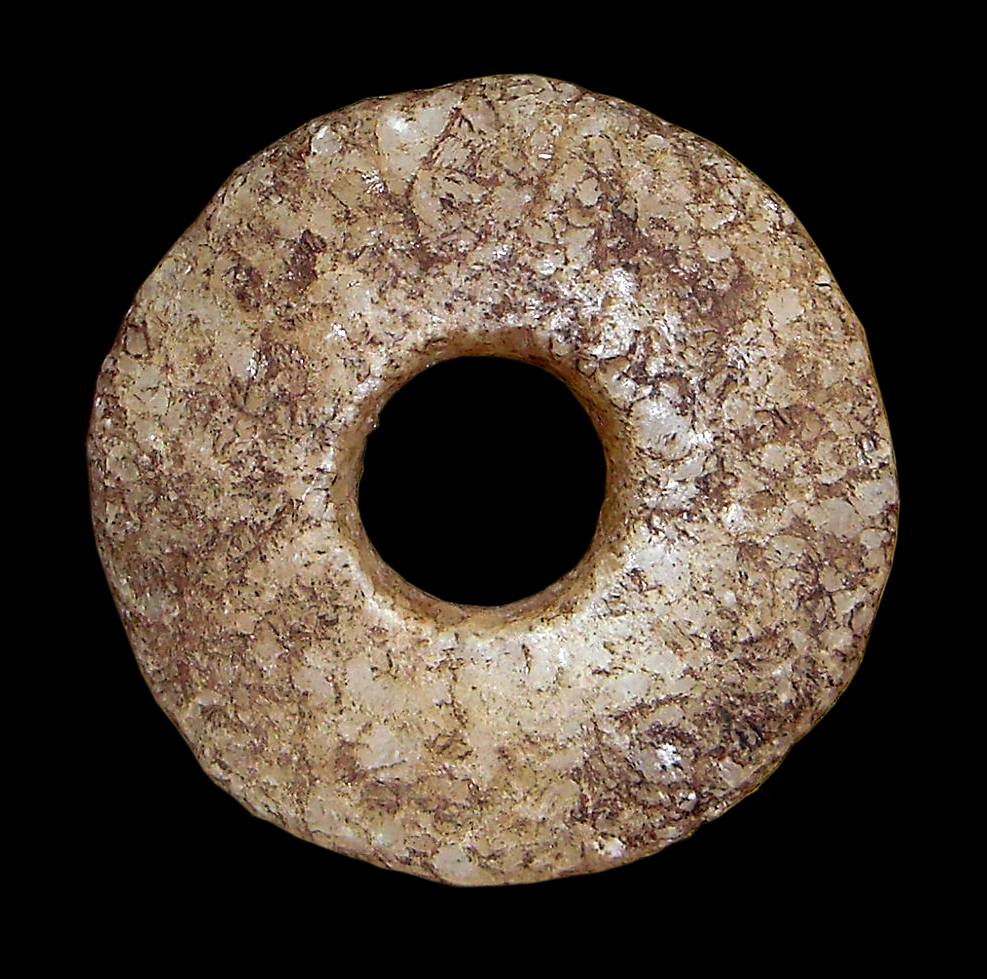
Sländtrissa av kvarts från Hjo, Västergötland.

Sländtrissa är den ofta diskliknande tyngd i en slända som är till för att få en stabil rotation. 
Trissor är ett vanligt förekommande fynd från järnålderns boplatser och kvinnogravar. Trissan användes för att ge en stabiliserande tyngd åt sländans rotation som fordrades för att spinna, det vill säga tvinna det kardade garnets fibrer till tråd för sömnad och vävning.
Sländtrissor har hittats som är tillverkade av lera, sten, ben, täljsten, sandsten och skiffer. Några få, mycket sällsynta exemplar är tillverkade av andra material som glas (till exempel Kville-Berg-gravfältet vid Tanum i Bohuslän), beckkol (gagat), brons, bly, marmor, marleka, kvarts och kvartsit, elfenben samt trä (exemplar av trä har bland annat påträffats i gamla stadslager som i Uppsala samt i Vreta klosters kyrka i Vreta klosters socken i Östergötland).